# Phyllanthus virgulatus
Phyllanthus virgulatus är en emblikaväxtart som beskrevs av Johannes Müller Argoviensis. Phyllanthus virgulatus ingår i släktet Phyllanthus och familjen emblikaväxter. Inga underarter finns listade i Catalogue of Life.